# Sofia (emperadriu)
Sofia, en llatí Aelia Sophia, nascuda cap al 530, i que va morir el 601 o poc després, va ser emperadriu consort de l'Imperi Romà d'Orient del 565 al 578, amb el seu marit Justí II. Estava especialment interessada en qüestions econòmiques i es va implicar en la gestió de l'imperi. Durant els episodis de bogeria del seu marit, va actuar com a regent.

### Família
Era neboda de l'emperadriu Teodora, esposa de Justinià I, filla d'una germana, potser l'anomenada Comito, casada amb un general romà d'Orient de nom Sittas. Durant el regnat de Justinià, Teodora va arreglar el seu casament amb Justí.

### Emperadriu
Justinià no tenia fills i no sembla que hagués nomenat cap hereu. Quan va morir, el novembre de 565, Justí era el seu curopalata i, per tant, l'hereu natural. Va obtenir el suport del Senat i va ser proclamat emperador dins mateix del palau, abans que els altres membres de la dinastia justiniana haguessin pogut ser informats. L'altre possible candidat era el general Justí, cosí del nou emperador i militar de mèrit reconegut, i semblava per això que era millor candidat. Aquest general va quedar-se per un temps a Constantinoble fins que Justí II el va enviar a Alexandria exiliat, on va morir assassinat l'any 568. Segons la Crònica de Joan de Biclar, Sofia va ser la instigadora de la seva mort.
Sofia va col·laborar especialment en la gestió de la política financera de l'imperi. Després d’haver trobat les arques buides, ella i el seu marit es va proposar restablir la credibilitat del tresor imperial mitjançant l'amortització dels deutes contrets per Justinià amb els banquers i els prestadors de diners. Sofia s’encarregà d’examinar els deutes financers i pagar-los. Al voler reduir les despeses i augmentar els diners en efectiu, la parella imperial és qualificada per alguns com a avariciosa, però els seus contemporanis van elogiar la devolució dels deutes antics.
Sofia va prendre el nom d'Aelia adoptant una pràctica de les dinasties teodosiana i tràcia que les dues emperadriu anteriors no havien usat. Prova de la seva importància, és la representació en monedes romanes d'Orient, de la seva efigie amb les insígnies reials del seu marit, seguint la tradició d'algunes Augustes que el van precedir (com Flaccil·la, esposa de Teodosi el Gran per exemple). Se la representa també en pintures i estàtues, mentre dona el seu nom a dos palaus, un port i un bany públic.

### Regència
Justí va tenir crisis constants de bogeria, fins al punt de ser incapaç de governar, sobretot a partir de la caiguda de Dara conquerida per l'Imperi Sassànida el novembre del 573. Segons Gregori de Tours, Sofia era llavors l’única governant de l’imperi. Va negociar amb l'emperador Còsroes I pagar 45.000 nomismes per una treva d'un any, i més tard l'any la van ampliar a cinc anys, assegurats amb un pagament anual de 30.000 nomismes. Tanmateix, aquestes treves només s'aplicaven al front de Mesopotàmia; al Caucas, la guerra va continuar. Va fer anar a Constantinoble a Tiberi II per ajudar-la. Tiberi va ser nomenat Cèsar per Justí el 7 de desembre del 574 que el va adoptar oficialment i el va fer hereu. Tiberi era un home molt misericordiós i va sostreure diners del tresor imperial per donar-los als pobres, cosa que Sofia li retreia constantment.
A la mort de Justí l'any 578, Tiberi II es va convertir en emperador. Sofia va voler casar-se amb Tiberi, que ja estava casat amb Èlia Anastàsia però aquest va rebutjar la proposta. Sofia va organitzar llavors una conspiració contra Tiberi. Mentre l’Emperador passava l'estiu fora del palau, Sofia va convocar Justinià, un pretendent al tron, i va organitzar una conspiració per matar Tiberi i nomenar-lo emperador, però Tiberi II, va descobrir la conspiració i va tornar ràpidament a Constantinoble on va ordenar arrestar Sofia, que es va veure privada de totes les seves possessions i privilegis.
No se sap exactament la data de la mort de Sofia. Se suposa que va ser morta l'any 601 o poc després, per ordre de Flavi Focas, en la revolta contra l'emperador Maurici.